# Christian Eyenga
Christian Eyenga Moenge (Kinshasa, 22 giugno 1989) è un cestista della Repubblica Democratica del Congo, che gioca come ala piccola.

## Carriera
È stato selezionato dai Cleveland Cavaliers al primo giro del Draft NBA 2009 (30ª scelta assoluta).
Con la RD del Congo ha disputato i Campionati africani del 2007.